# Fonfría (Fonsagrada)
Fonfría (llamada oficialmente Santa María Madanela de Fonfría) es una parroquia y una aldea española del municipio de Fonsagrada, en la provincia de Lugo, Galicia.

## Otras denominaciones
La parroquia también es conocida por el nombre de Santa María Magdalena de Fonfría.

## Organización territorial
La parroquia está formada por cuatro entidades de población:
- Barbeitos
- Castro (O Castro)
- Ferreirous
- Fonfría

## Demografía

### Parroquia
| Gráfica de evolución demográfica de Fonfría (parroquia) entre 2000 y 2021 |
|                                                                           |
| Datos según el nomenclátor publicado por el INE.                          |

### Aldea
| Gráfica de evolución demográfica de Fonfría (aldea) entre 2000 y 2021 |
|                                                                       |
| Datos según el nomenclátor publicado por el INE.                      |